# Michaela Kudláčková
Michaela Kudláčková (* 21. srpna 1968 Praha) je bývalá dětská herečka.

## Život
Po základní škole se přihlásila na konzervatoř, ale přes úspěšné přijímací zkoušky nebyla přijata. Ani o rok později nebyla přijata, proto šla nakonec studovat sociálněprávní obor. Pracovala kromě jiného jako novinářka, taxikářka, barmanka, sociální pracovnice, ilustrátorka (kniha Vajgly Jakuba D. Kočího, 2009). Byla dvakrát vdaná. Z prvního manželství se jí narodily dvě dcery, Pavlínka a Michaela, z druhého Alice. Poté se jí narodila ještě dcera Johanka. V současné době je šéfredaktorkou dámského magazínu www.popelky.cz. Vydala knihu Jak se modlí čarodějky. V prosinci 2012 ve spolupráci s nakladatelstvím Atypo vydala knihu Neslibujte Pannám hady. Kniha je humornou příručkou, jak vychovávat dítě podle znamení.
Je vyhledávanou kartářkou. Věnuje se astrologii a runovému písmu a vyučuje výklad Thovtova Tarotu.

## Filmografie
- 1980 Veronika, prostě Nika (televizní film) – Veronika Jandová
- 1981 Skleněný dům – Pavla
- 1982 Poslední propadne peklu – Magdalena
- 1982 Ein Stück Himmel / Kousek nebe (TV seriál) – děvčátko z kláštera
- 1983 Putování Jana Amose – Kornelie
- 1983 Pasáček z doliny
- 1984 Cesta kolem mé hlavy – Petra
- 1984 My všichni školou povinní (TV seriál) – Barča Hrdinová